# Pseudověda
Pseudověda (též pavěda) je označení pro takové druhy znalostí či postupů, které jejich vykonavatelé považují či prohlašují za vědecké a používají k jejich prezentaci vědecký nebo vědecky vypadající jazyk, ale nedodržují přitom základní pravidla vědy (například nemají povahu ověřitelné vědecké metody, teze či teorie, nenacházejí potvrzení ve vědeckých výzkumech, vykazují nespolehlivost nebo jsou dokonce v rozporu s pozorováními apod.). Tato označení jsou vnímána jako hanlivá (dehonestující). Předpona pseudo je odvozena z řeckého slova pseudos znamenajícího lež nebo klam.
V podobném významu používal Richard Feynman i pojem kargokultická věda (podle podobnosti s cargo kulty). Zařazoval do ni však ale i nedostatečně poctivou vědeckou práci.
Některé z oborů nebo postupů, které jsou některými skupinami (typicky kluby skeptiků nebo obránci paradigmatu vědy založené na důkazech a reprodukovatelných experimentech) označovány za pseudovědecké, mohou být současně jinými skupinami (například představiteli dotčených směrů) označovány například jako alternativní věda, neoficiální věda apod. To však neznamená, že by všechny alternativní nebo obecně nepřijímané vědecké přístupy byly označovány za pseudovědu.
Pseudovědy mají závažné společenské dopady, pokud se jim dostane státní podpory, nemusí jít vždy o zjevnou podporu, jaké se například dostávalo mičurinské biologii za stalinismu. V dnešní době (2010) může jít spíše o podporu grantovou, státní dotace různým pseudovědeckým projektům, přebírání záštit nad akcemi pseudovědců nebo o udělování různých poct lidem, kteří se na šíření nebo podpoře pseudověd podílejí. Specifické problémy vznikají v oblasti alternativní medicíny, pokud dochází na základě pseudovědeckého myšlení k poškozování pacientů.

## Historie

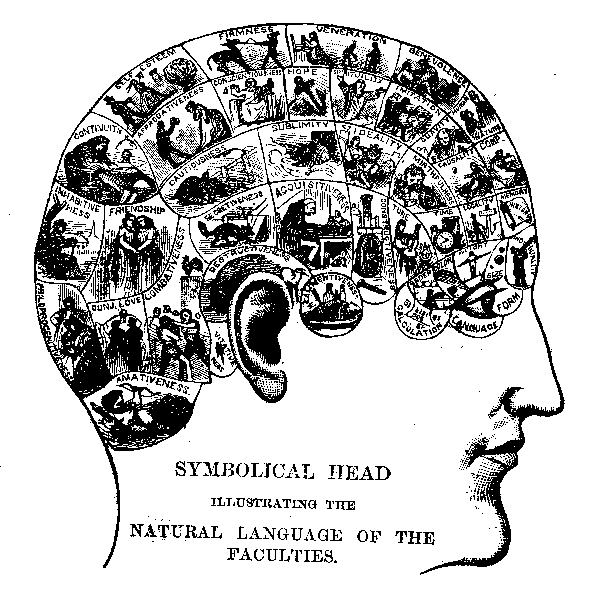
Frenologie byla zřejmě prvním oborem označeným za pseudovědu

Za první použití pojmu je považován text z roku 1843, v němž francouzský fyziolog François Magendie za pseudo-vědu (tehdy ještě se spojovníkem) své doby označil frenologii. Její zastánci odvozovali od tvaru lebky a jejích detailů duševní vlastnosti člověka, intelekt, povahu a charakter. 
V polovině 20. století navrhl Karl Popper kritéria, jak identifikovat vědeckou metodu od metody nevědecké. Tvrdíme-li například: „Bůh stvořil svět“, může to být pravdivé i nepravdivé tvrzení, protože žádný test nemůže prokázat jeho pravdivost ani jeho nepravdivost. Proto je podobné tvrzení nevědecké. Popper rozděluje nevědecké obory na filosofické, matematické, mytologické a náboženské a uvádí, že ve všech těchto oborech je možné vyjadřování metafyzické i pseudovědecké, protože neexistují žádné přesné znaky pro jejich rozlišení. Uvádí astrologii a psychoanalýzu jako příklady pseudovědy a Einsteinovu speciální teorii relativity jako příklad vědy.
V roce 1978 navrhl Paul Thagard, jako možný primární parametr podle kterého určit zda je některá disciplína pseudovědou, to, pokud se v poznání oboru svého zkoumání vyvíjí pomaleji než její alternativy, a její stoupenci nejsou schopni uznat problémy a nedostatky s ní spjaté a reagovat na ně, a Mario Bunge navrhl rozlišení mezi vírou a výzkumem a pomoci tím k snadnějšímu rozlišení. Thagard zdůvodňuje potřebu rozlišit mezi vědou a pseudovědou z hlediska společenského: „Objasnění rozdílu mezi vědou a pseudovědou je filosofická stránka pokusu o překonání nedůvěry veřejnosti ke skutečné vědě.“

## Členění příčiny vzniku pseudověd
Členění příčin je orientační, protože téměř vždy se příčiny vzniku konkrétních pseudověd kombinují. Příkladem je homeopatie, která vychází z nepochopení důsledků moderních přírodovědných poznatků, ale nacházíme v ní i stopy po alchymii. Jiným příkladem může být archeoastronautika, do níž silně proniká okultismus. Hlavními příčinami vzniku pseudověd tedy jsou:
1. Relikty již překonaných koncepcí, které původně měly vědecký charakter nebo se mu alespoň přibližovaly. Například psychoanalýza v klasické freudovské podobě, alchymie, astrologie aj.[10]
2. Výrazy politické vůle přizpůsobit vědu určitému ideologickému cíli. Například frenologie, tzv. mičurinská biologie, teorie o nadřazenosti některých ras, avšak též kreacionistická biologie popírající evoluci nebo část argumentace ekologického aktivismu vydávaná za poznatky vědeckého oboru ekologie.[10][18]
3. Důsledky mystického či okultního myšlení. Například parapsychologie a psychotronika nebo některé koncepce v psychologii – Jungova představa kolektivního nevědomí, scientologie apod.[10]
4. dDůsledky naivismu či nepochopení a zkreslení poznatků moderní vědy. Například archeoastronautické teorie, kryptozoologie, ufologie, některé oblasti alternativní medicíny.[10]
5. Snaha získat ekonomický nebo jiný prospěch, například pseudovědecké útoky na výzkum ukazující škodlivost pasivního kouření, které byly financovány tabákovými společnostmi.[19]

Rozšiřování pseudovědy napomáhají média.

## Odlišení vědy od pseudovědy
Možnost oddělení nauky „vědecké“ od „pseudovědecké“ na základě vědeckých principů je samo o sobě kontroverzní záležitostí neustále diskutovanou filozofií vědy. Vzhledem k tomu, že termíny „pavěda“ nebo i „pseudověda“ mají negativní vyznění, osoby, které jsou hodnoceny tímto způsobem, takřka vždy odmítají klasifikaci a zásady, podle kterých se klasifikace provádí.

### Pseudověda v kontrastu s protovědou a jinými ne-vědami
Protověda je pojem někdy užívaný k popisu hypotéz, které ještě nebyly adekvátně testovány vědeckými metodami, ale které jsou jinak buď konzistentní se současnými vědeckými poznatky, nebo které jsou sice nekonzistentní, ale nabízejí rozumné vysvětlení této nekonzistence. Mohou být tedy popsány jako přechodná forma souboru praktických znalostí ve vědě. Naproti tomu pojem pseudověda je rezervován pro označení teorií, které jsou buď prakticky nebo z principu netestovatelné, nebo které jsou obhajovány navzdory tomu, že byly testováním vyvráceny.
Je sporné, zda mohou být mezi pseudovědou, protovědou a vědou vedeny smysluplné hranice. Zejména tam, kde je signifikantní kulturní nebo historický odstup, může být protověda chybně interpretována jako pseudověda (např. alchymie z pohledu chemie). Po více než století trvajícím dialogu mezi filozofy vědy a vědci nejrůznějších disciplín a navzdory široké shodě o základní vědecké metodě, je hranice mezi vědou a pseudovědou stále předmětem diskuzí. Tento tzv. demarkační problém může být problematický v situaci, kdy obvyklé vědecké postupy hodnocení teorií a hypotéz (např. experiment, logika) nemohou být aplikovány na některé úsudky.
Někdy jsou za pseudovědu označovány disciplíny, které jsou sice ne-vědecké, ale zároveň je zřejmé, že se o vědu nejedná (například etika a ostatní filosofické disciplíny). Příkladem může být zmatečné označování disciplíny environmentální etiky jako hlubinná ekologie za pseudovědy.

### Identifikace pseudovědecké práce
Podle sborníku Covera a Curda z roku 1998 lze obor, praxi nebo oblast bádání důvodně nazvat pseudovědeckými, pokud
1. jsou prezentovány jako by byly v souladu s všeobecně přijatými normami vědeckého výzkumu, ale zároveň
2. prokazatelně nedokážou těmto normám vyhovět, především kvůli nesprávnému použití vědecké metody.[21]

Subjekty mohou být považovány za pseudovědecké z různých důvodů; Popper považoval astrologii za pseudovědu jednoduše proto, že astrologové udržují svá tvrzení tak vágní, že jsou z principu nevyvratitelná, zatímco Thagard zastával tentýž názor, protože astrologové téměř neusilují o vývoj své teorie, nejeví zájem o pokusy kriticky porovnat jejich teorii vůči ostatním a jsou při přijímání důkazů selektivní. Thagardovo rozlišovací kritérium říká: Můžeme navrhnout následující princip odlišení: Teorie nebo nauka, prohlašující se za vědeckou je pseudovědeckou tehdy a jedině tehdy když během dlouhého časového období učinila menší pokrok než její alternativy, čelí mnoha nevyřešeným problémům, ale komunita jejích stoupenců vyvíjí jen malou snahu rozvinout teorii tak aby problémy řešila, nejeví zájem o její porovnání ve vztahu k jiným, a praktikuje selektivní přístup k zvažování potvrzujících a vyvracejících skutečností. Obecněji, Thagard zastával názor, že pseudověda inklinuje k zaměření na vnější dojem než na kauzální vztahy.
Část kritiky vedoucí k obvinění z pseudovědeckosti je platná v určitém rozsahu také na některé nové vážně míněné vědecké práce. To zahrnuje:
- teze nebo teorie nenavazující na předcházející experimentální výsledky
- tvrzení odporující experimentálně zjištěným výsledkům
- práce nefungující při aplikaci standardních koncepčních definic
- emocemi podbarvený odpor vědecké komunity vůči novým tvrzením a teoriím [23]

Věda je také odlišitelná od zjevení, teologie nebo duchovna v tom, že prohlašuje, že nabízí vhled do fyzického světa, získaný „vědeckým“ způsobem. Myšlenkové systémy pocházející od „boha“ nebo získané „vnuknutím“ se nepovažují za pseudovědu, pokud se neprohlašují být vědeckými nebo se nepokoušejí nahradit dobře zavedenou vědu.
Některé postoje a všeobecně zastávané názory v populární vědě nesplňují vědecká kritéria. Populární věda někdy špatně rozlišuje mezi vědou a pseudovědou v široké veřejnosti nebo dokonce zahrnuje i science fiction. Populární věda je vskutku zaplavována, a někdy také vychovává lidi, kteří nepovažují za závazné dodržovat vědeckou metodu a využívat posuzování jinými odborníky.
Jako hlavní indikátory nevědecké práce je užívání vágních, přehnaných nebo netestovatelných tvrzení, přehnané spoléhání na potvrzování a nikoliv na vyvracení, uzavřenost před zkoumáním jinými experty, nedostatečný vývoj, přesouvání sporů do osobní roviny

#### Užívání vágních, přehnaných nebo netestovatelných tvrzení
- Prosazování vědeckých tezí, které jsou spíš vágní než precizní a které nejsou doloženy konkrétními měřeními.[25]
- Opomenutí nutnosti racionálně užívat principu úspornosti, tj. tam, kde je možné více funkčních vysvětlení, zanedbání hledání takového, které vyžaduje co možná nejméně dodatečných předpokladů (viz též Occamova břitva)[26]
- Užívání obskurního jazyka nebo nesprávné užívání zjevně odborného slangu ve snaze vyzdobit tvrzení vnějškovým dojmem vědeckosti.
- Nespecifikování okrajových podmínek: Většina uznávaných vědeckých teorií předkládá okrajové podmínky (meze), ve kterých se předpovídaný fenomén uplatňuje a ve kterých se neuplatňuje.[27]

#### Přehnané spoléhání na potvrzování a nikoliv na vyvracení
- Prosazování vědeckých tezí, které nelze falsifikovat v případě jejich nesprávnosti, nepřesnosti nebo bezvýznamnosti[28]
- Trvání na tvrzeních, že teorie něco předpovídá, aniž by bylo předvedeno, že to skutečně předpovídá[29]
- Uplatňování teze, že co nebylo prokázáno jako nepravdivé, musí být pravdivé a obráceně (vizte: Logický klam#Argument oslovující nevědomost (ad ignorantiam))[30]
- Přehnané spoléhání se na dobrozdání a vyprávění. Takové důkazy mohou být užitečné při objevování (tj. při vytváření hypotéz), ale neměly by být užívány při zkoumání oprávněnosti (tj. při testování hypotézy).[31]
- Výběrové vyhodnocování experimentálních výsledků: předkládání dat, u kterých se zdá, že potvrzují vlastní tvrzení, a potlačování nebo odmítání vzít v úvahu data, která tvrzením odporují.[15]
- Obrácené břemeno důkazů. Ve vědě spočívá důkazní břemeno na člověku, který věc tvrdí, nikoliv na kritikovi. „Pseudovědecké“ argumenty často obracejí tento princip a požadují, aby skeptici dokázali nade vší pochybnost, že tvrzení (např. předpoklad účinnosti nové terapeutické techniky) je nepravdivé. Je v zásadě nemožné prokázat všeobecnou negaci, takže tato taktika nesprávně uvaluje důkazní břemeno na skeptika a nikoliv na obhájce tvrzení.[32]
- Odvolávání se k holismu: Zastánci pseudovědeckých tvrzení, především v oblastech léčitelství, alternativní medicíny, přírodní medicíny a duševního zdraví se často uchylují k „holistické mantře“, aby vysvětlili negativní nálezy.[33]

#### Uzavřenost před zkoumáním jinými experty
- Vyhýbání se tomu, aby byly teorie před publikací výsledků posouzeny jinými odborníky („věda přes tiskové konference“).[34] Někteří zastánci teorií, které odporují uznávaným vědeckým teoriím, nechtějí svou práci podrobit nezřídka nevybíravé kritice jiných odborníků, což někdy zdůvodňují předpokládanou zaujatostí vůči tezím odporujícím zavedeným paradigmatům, a někdy tím, že tvrzení nelze adekvátně zhodnotit užitím standardních vědeckých metod. Jelikož zůstávají v izolaci vůči zkoumání jiných odborníků, vzdávají se možnosti korigující zpětné vazby od informovaných kolegů.[35]
- Neposkytování adekvátních informací jiným výzkumníkům k reprodukování proklamovaných výsledků.[36]
- Prohlašování znalostí za tajemství nebo vlastnictví, zejména při výzvách k poskytnutí dat nebo metodologie k prozkoumání.[36]

#### Nedostatečný vývoj
- Neschopnost vyvíjet se a reagovat na dodatečné důkazy svých tvrzení.[37] Terrence Hines označil astrologii jako subjekt, který se za poslední dvě tisíciletí změnil jen velmi málo.[38] Z dalšího hlediska se k faktoru tempa vývoje vědeckých teorií a metodologií vyjadřuje i Paul Thagard. Nauka, později zařazená mezi pseudovědy, totiž podle něj zpočátku nemusí splňovat podmínku stagnace v porovnání s alternativami, dokud na témže poli neexistuje vypracované vědecké vysvětlení zkoumaného jevu.[39][p 3]
- Chybějící schopnost samoopravy: při vědeckovýzkumných programech nezřídka vznikají chyby, ale v průběhu času je sklon tyto chyby eliminovat.[40] Na druhou stranu teorii lze obvinit z pseudovědeckosti, pokud zůstává nezměněna navzdory neslučitelným důkazům.[41]

#### Přesouvání sporů do osobní roviny
- Uzavřené společenské skupiny a granfalloony. Autoritativní osobnost, potlačování nesouhlasu a skupinové myšlení usnadňují přijímání víry v myšlenky, které nemají racionální základ. Při pokusech zpochybnit jejich světonázor má skupina tendenci označit kritiky za nepřátele.[42]
- Prosazování tezí o konspiraci části vědecké komunity, která se snaží potlačit výsledky.[43]
- Napadání motivů nebo charakteru kohokoliv, kdo zpochybňuje tvrzení (viz napadání ad hominem).[44]

### Pseudovědecké experimenty
Jedním ze základních metodických prostředků ve výzkumu, zejména v biologii a medicíně, je dvojitě slepý experiment. V oblasti pseudovědy však tento nástroj selhává. Příčin je mnoho. Výzkumem v této oblasti se jen výjimečně zabývají seriózní pracoviště, většinou jsou dílem vědecky nekvalifikovaných nadšenců. Studie takových experimentátorů jsou z hlediska metodického nedokonalé. Kritické přehodnocení je zpravidla nemožné, protože publikace obvykle postrádají přesný popis vstupních dat i metodiky. Většina autorů postrádá objektivitu a je zainteresována na pozitivním výsledku. Dopouštějí se proto podvědomého zkreslování dat a výsledků, nehledě k častým, opakovaně prokázaným podvodům. Jejich experimenty nejsou téměř nikdy reprodukovány a první výsledky jsou hned prohlašovány za správné. Mnohdy se pozitivní závěry opírají o sporné, hraniční výsledky experimentu, a ty je nutno interpretovat se značnou opatrností. Dalším problémem je, že experimenty jsou většinou publikovány v marginálních, nerecenzovaných časopisech. Velkým problémem je i tzv. publikační zkreslení (anglicky publication bias), tedy skutečnost, že jsou publikovány jen práce s pozitivním výsledkem, ostatní jsou zamlčovány. Tím je zákonitě zkreslena i následná metaanalýza, to jest souborné zpracování dosud publikovaných experimentů. Těmito nedostatky jsou zatíženy publikace ze všech oblastí alternativní medicíny (např. akupunktura, homeopatie) a zejména parapsychologie.
Ze všech těchto důvodů nejsou experimenty v oblasti pseudovědy věrohodné a při posuzování metod a „důkazů“ existence např. parapsychologických fenoménů nebo úspěchů alternativní medicíny je nutné použít jiná hodnotící kritéria. Je nutno využít empirii, běžnou zkušenost, ověřovat, zda jsou výsledky experimentů v souladu nebo naopak v rozporu s vědeckými poznatky, zda neodporují i obecným, „přírodním“ zákonům (třeba o zachování energie), dále je nutno použít logiky. Konečně i zdravý „selský“ rozum často ukáže na nesmyslnost závěrů experimentu. (Málokdo rozumný uvěří studii parapsychologů, prokazující mimosmyslové ovládání mechanických strojů, když ví, že kasina a sázkové kanceláře prosperují.)
Experimenty v oblasti pseudovědy postrádají jakýkoli smysl, protože pseudověda je charakterizována tím, že teorie jejích disciplín je založena na předpokladu existence a působení duchovních sil, které ovšem nejsou detekovatelné experimentálně. K vyvrácení pseudovědeckých metod a názorů vede jiná, výše uvedená cesta.

## Kritika

### Kritika konceptu pseudovědy
V roce 1975 argumentoval filosof vědy Paul Feyerabend z pohledu sociologie vědy, že rozdíl mezi vědou a pseudovědou není možný, ani žádoucí.
O Feyerabendově pohledu z pozice anarchistické teorie věd se kriticky vyjádřil mimo jiné Hugh G. Gauch Jr. v roce 2003 slovy: Podobná kritika nepřísluší opravdovým vědcům, ale pistolníkům, kteří vedou takzvanou vědeckou válku z velké vzdálenosti.
Na konci 20. století určil H. G. Gauch Jr. kritéria, která určují, jestli jsou některé nauky, metodologie nebo praktiky vědecké nebo nevědecké a stanovil, že tato kritéria nelze jednoznačně určit pro všechny obory. Existují ale určité základní principy, které jsou všeobecně uznávané, jako je například opakovatelnost, nebo objektivní ověřitelnost. Úmyslem podobných principů je věcné zhodnocení opakovatelnosti stejných výsledků v těch samých podmínkách, aby se mohlo v budoucím výzkumu zjistit, jestli nějaká hypotéza nebo teorie se vztahuje k danému fenoménu a jestli může být prokázána jak statistická signifikance, tak i statistická pravděpodobnost a jestli může být ověřena různými výzkumníky. Za pseudovědu jsou v ČR udělována ocenění Bludný balvan.

### O užitečnosti nálepek
Filozof vědy Larry Laudan tvrdil, že pojem pseudověda nemá vědecký smysl a většinou popisuje naše emoce: „Když se máme postavit a být počítáni na stranu rozumu, měli bychom vypustit pojmy pseudověda a nevědecký z našeho slovníku; jsou to jen prázdné fráze, které pouze působí na emoce.“
Richard McNally, profesor psychologie na Harvard University, prohlašuje: „Pojem pseudověda se stal něco málo víc než pobuřující módní slovo sloužící k rychlému sestřelení oponenta v mediální diskuzi“ a „Když si terapeut činí nároky na základě svých léčebných zásahů, neměli bychom ztrácet čas snahou zjistit, zda jeho zásahy patří do pseudovědy. Raději bychom se ho měli ptát: Jak víš, že tvé zásahy fungují? Jaké máš důkazy?“ Principy medicíny založené na důkazech jsou však postaveny právě na tom, že se lékař ptá především na důkazy účinnosti, jako pseudovědecká je hodnocena spíše snaha se dokazování účinnosti vyhnout.